# 林多家族
林多家族是一個源自西班牙塞法迪犹太人的家族, 因宗教信仰遭受迫害，因此成為新基督徒。林多家族的後代還在葡萄牙、英國和牙買加等地旅居。